# Kappelen (Francja)
Kappelen – miejscowość i gmina we Francji, w regionie Grand Est, w departamencie Górny Ren.
Według danych na rok 1990 gminę zamieszkiwały 412 osoby, 80 os./km².